# Maddalena (Somma Lombardo)
Maddalena (AFI: /maddaˈlena/; Madalenna in dialetto varesotto AFI: /madaˈlɛna/, già Santa Maria Maddalena sopra Ticino) è una frazione del comune italiano di Somma Lombardo, nella provincia di Varese, in Lombardia.

## Geografia

### Geografia fisica
Il borgo di Maddalena è caratterizzato da un ambiente prevalentemente pianeggiante, tipico della Pianura Padana, con ripiani collinari nei pressi dell'abitato ed avvallamenti presso il Naviglio Grande e verso la valle del Ticino, ed è prevalentemente adatto a boschi e coltivazioni, che occupano la quasi totalità del territorio della frazione. L'altitudine media è di 122 m s.l.m.

### Geologia ed idrografia
L'area è geologicamente composta da terreni alluvionali terrazzati (detti comunemente ghiaioni) e da depositi eolici oltre che da travertini, la cui formazione è da ricondurre al Pleistocene (2,58 milioni - 11.700 anni fa).
Idrograficamente è da segnalare la presenza di notevoli disponibilità d'acqua, costituite dalla presenza del Ticino e del Naviglio Grande. Lo storico locale Ludovico Melzi, nella sua pubblicazione del 1880, fa riferimento ad una "piena memorabile del Ticino nel 1862" che in quell'anno portò distruzione alle attrezzature portuali da Sesto Calende sino alla località Maddalena e ne rimodellò completamente la costiera.

### Geografia politica
Il territorio di Maddalena confina a nord ed ad est col comune di Somma Lombardo, ad ovest col confine piemontese ed a sud col comune di Vizzola Ticino.
Somma Lombardo è il centro di maggior rilievo più vicino alla frazione.

### Sismologia
Dal punto di vista sismico Maddalena presenta un rischio molto basso ed è stata classificata come il comune zona 4 (bassa sismicità) dalla protezione civile nazionale. Nella sua storia l'abitato ha risentito di cinque terremoti: quello del 1397 (5,37 ML), quello del 1895 (4,63 ML), quello del 2009 (2,3 ML), quello del 2011 (2,1 ML) e quello del 2013 (2,4 ML).

### Clima
Secondo la classificazione climatica internazionale, il centro abitato di Maddalena è situato in Zona E. I gradi giorno del borgo sono 2.877 ed il limite massimo consentito per l'accensione del riscaldamento è di circa 14 ore giornaliere (dal 15 ottobre al 15 aprile).
Il clima di Maddalena è di tipo continentale: gli inverni sono freddi e presentano molte giornate di gelo, mentre le estati sono calde ed afose; è sempre frequente, anche se in misura minore rispetto al passato, il fenomeno della nebbia. Le precipitazioni medie annue sono pari a 1.202 millimetri, con un picco in primavera ed in autunno ed un minimo relativo in inverno. La media nivometrica del territorio, invece, si aggira intorno ai 40 centimetri all'anno.
| Maddalena           | Mesi | Mesi | Mesi | Mesi | Mesi | Mesi | Mesi | Mesi | Mesi | Mesi | Mesi | Mesi | Stagioni | Stagioni | Stagioni | Stagioni | Anno  |
| Maddalena           | Gen  | Feb  | Mar  | Apr  | Mag  | Giu  | Lug  | Ago  | Set  | Ott  | Nov  | Dic  | Inv      | Pri      | Est      | Aut      | Anno  |
| ------------------- | ---- | ---- | ---- | ---- | ---- | ---- | ---- | ---- | ---- | ---- | ---- | ---- | -------- | -------- | -------- | -------- | ----- |
| T. max. media (°C)  | 4,1  | 6,9  | 11,1 | 15,8 | 20,8 | 25,3 | 27,8 | 25,8 | 21,5 | 15,8 | 9,5  | 4,7  | 5,2      | 15,9     | 26,3     | 15,6     | 15,8  |
| T. min. media (°C)  | −2,1 | −0,4 | 2,0  | 5,5  | 9,8  | 13,6 | 16,1 | 15,5 | 12,2 | 7,6  | 2,9  | −1,6 | −1,4     | 5,8      | 15,1     | 7,6      | 6,8   |
| Precipitazioni (mm) | 87   | 101  | 105  | 112  | 127  | 101  | 61   | 98   | 98   | 121  | 135  | 56   | 244      | 344      | 260      | 354      | 1 202 |
| Giorni di pioggia   | 6    | 6    | 6    | 7    | 8    | 7    | 5    | 7    | 6    | 6    | 7    | 5    | 17       | 21       | 19       | 19       | 76    |

## Origini del nome
Il nome di Maddalena della frazione è attestato dal XVII secolo ed è derivato dalla presenza della chiesa di Santa Maria Maddalena vecchia, edificata in onore di Maddalena Trivulzio, antenata del conte Antonio Visconti di Somma che fece edificare l'edificio. Maddalena Trivulzio fu nonna materna del futuro papa Gregorio XIV che nacque al castello visconteo di Somma Lombardo nel 1535.

## Storia

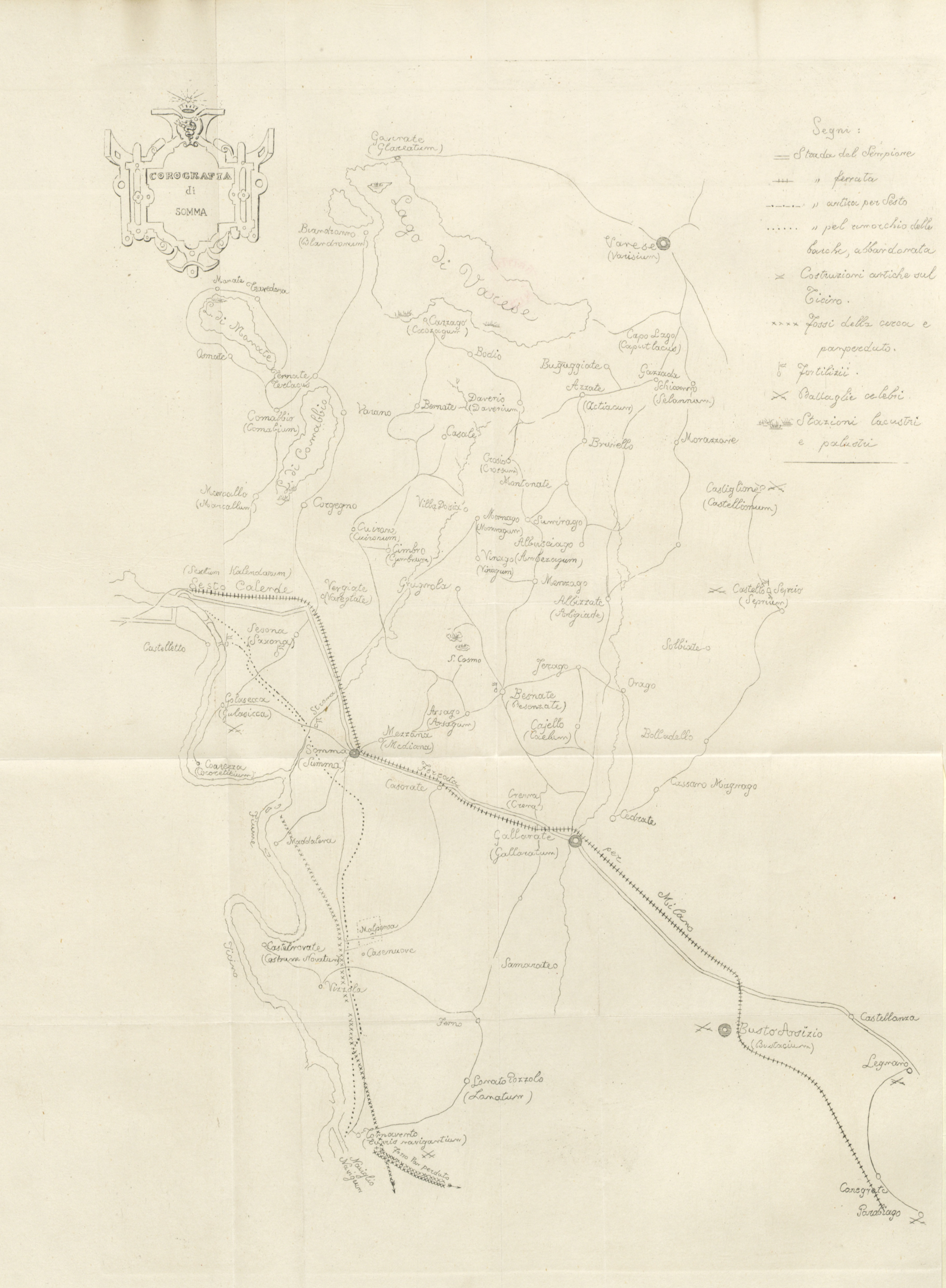
Mappa dell'area della pieve di Somma nel 1880. Il borgo di Maddalena è sulla sinistra.

Le origini del primo insediamento umano in località Maddalena risalgono ad epoche antiche. I primi abitanti, data la vicinanza al fiume Ticino, erano dediti alla pesca. Nel Novecento sono stati ritrovati nella frazione resti di manufatti antichi, di origine ligure e romana, testimonianza di probabili insediamenti abitativi d'epoca. 
Nella seconda metà del Cinquecento, il visitatore arcivescovile padre Leonetto Clivonio riportò per primo l'esistenza di una cappella dedicata a Santa Maria Maddalena, edificata nel 1497 da Antonio Visconti di Somma e che rimase l'unico luogo di culto per l'area sino all'edificazione dell'attuale chiesa parrocchiale negli anni '30 del Novecento. Il paese e la piccola chiesa vennero saccheggiati dai franco-sabaudi nel 1636 mentre si trovavano accampati nella zona del Panperduto a seguito della battaglia di Tornavento.
Nello stato d'anime del 1765 venne rilevato che alla Maddalena abitavano 70 persone in tutto, che disponevano della cura d'anime di padre Carlo Francesco Travaini.
Nella seconda metà dell'Ottocento, nella frazione di Maddalena (che contava all'epoca 180 abitanti) si svilupparono alcuni stabilimenti storici che rappresentano un elemento fondamentale per lo studio dell'archeologia industriale dell'industria varesina, come ad esempio il candeggio Visconti di Modrone (1885), il lanificio Mosterts (1867) ed il lanificio di Somma. Ad affiancare queste strutture, e per venire incontro alle esigenze degli operai impegnati nella produzione, tra il 1907 ed il 1909 la nobildonna Ida Renzi, vedova del duca Guido Visconti di Modrone, su suggerimento dell'industriale tedesco Ermanno Mosterts, fece edificare una casa operaia e progettare un vero e proprio villaggio operaio dall'ingegnere milanese Carlo Porro.

## Monumenti e luoghi d'interesse

### Chiesa dei Santi Maria Maddalena e Giovanni Battista
La chiesa di Santa Maria Maddalena venne costruita tra il 1929 ed il 1933 in stile neoromanico e venne istituita ufficialmente per decreto del cardinale Alfredo Ildefonso Schuster, arcivescovo di Milano, il 25 febbraio 1933. L'istituzione venne decisa per separarla dalla parrocchia di Somma Lombardo, dalla quale il precedente oratorio di Santa Maria Maddalena dipendeva. Con tale decreto cessò anche il diritto di patronato della casa ducale dei Visconti di Modrone sui benefici ecclesiastici locali che vennero incamerati dalla parrocchia. La parrocchia divenne sede di vicariato foraneo della pieve di Somma sino alle riforme del Sinodo Colombo nel 1972, entrando quindi nel decanato di Somma Lombardo.
La struttura si presenta articolata su una pianta di forma rettangolare a tre navate, coperte da volte a crociera e terminanti ciascuna con un'abside semicircolare.
Esternamente, la chiesa è rivestita di mattoni che creano un singolare gioco cromatico ove, accanto al rosso, si snoda il bianco della pietra intonacata. La facciata è a salienti ed è delimitata da alte paraste angolari. L'ingresso principale è contraddistinto dalla presenza di un arco a tutto sesto con una leggera strombatura che si ripete in forme più sobrie anche nei portali laterali. Il centro della facciata è decorato da una grande trifora a vetrate istoriate.
L'interno, dove domina il colore oro, è impreziosito dall'uso di monofore, bifore e conci bicolori che ripropongono i canoni tipici del neoromanico. Gli affreschi vennero realizzati nella prima metà del XX secolo: presso l'abside si trova la figura del Cristo Redentore in trono, mentre lungo le navate si trovano figure di santi, tra i quali spiccano Sant'Agnese, Santa Margherita e Sant'Angelo. Nella controfacciata si trova la figura della Maddalena ai piedi di Cristo risorto, San Carlo e Sant'Ambrogio, patroni della diocesi milanese.

### Ex chiesa di Santa Maria Maddalena
A breve distanza dalla chiesa parrocchiale, si trova l'antica chiesa parrocchiale dedicata anch'essa a Santa Maria Maddalena. La struttura venne edificata nel 1497 dalla famiglia Visconti e restaurata da Antonio Visconti di Somma nel 1626. La chiesa venne saccheggiata da soldati savoiardi e francesi nel 1636, mentre si trovavano accampati al Panperduto. Il campanile risale al 1888.
Nel Novecento sono state rinvenute al suo interno tracce di affreschi antichi, mentre la tavola di Giovanni Mauro Della Rovere detto "Il Fiammenghino" rappresentante la Maddalena penitente e proveniente dalla donazione Visconti del 1626, è ad oggi dispersa.

### La diga del Panperduto

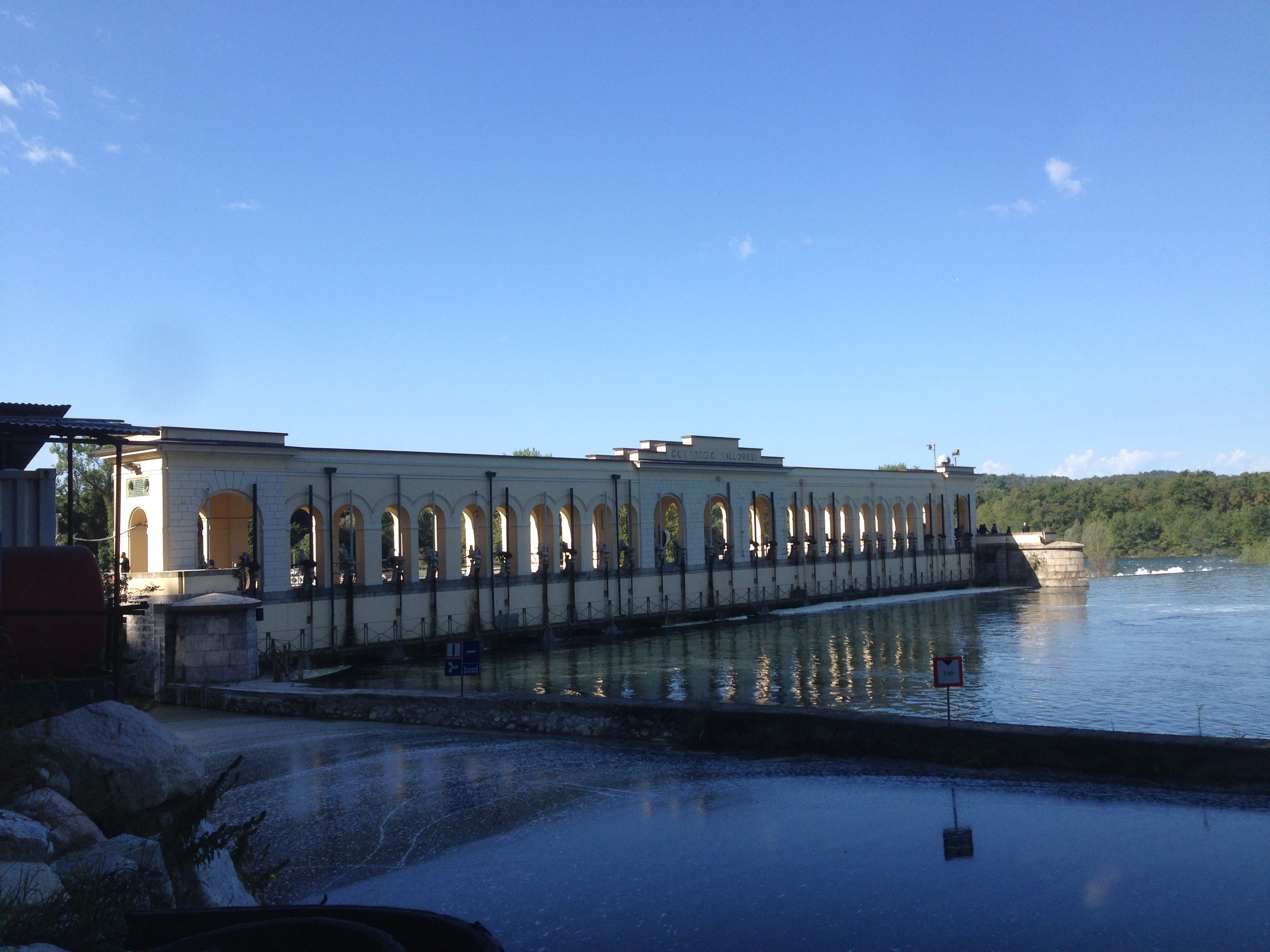
La diga del Panperduto.

Dai boschi della vallata della frazione di Maddalena si origina il complesso sistema di canali del Consorzio Villoresi che, partendo dalla diga del Panperduto, origina di fatto il Naviglio Grande che scorre poi sino a Milano.
Le paratoie poste in località Maddalena furono le prime ad essere inaugurate nell'ambito dell'enorme opera idraulica, il 28 aprile 1884 (conca della Maddalena).

### Casa Operaia Visconti di Modrone
È ancora esistente la struttura della Casa Operaia Visconti di Modrone, voluta dalla famiglia proprietaria dell'omonimo stabilimento locale come residenza per i propri operai e costruita tra il 1907 ed il 1909. Il progetto venne affidato all'ingegnere milanese Carlo Porro che realizzò una struttura articolata su tre piani, suddivisi al loro interno da ambienti diversi sfruttabili da un numero massimo di dodici famiglie. La rielaborazione del concetto di cascina partiva dall'uso del pian terreno a cucina, il primo piano ad abitazione ed il secondo piano/sottotetto ad ulteriori camere o ripostiglio.
Per la realizzazione della struttura venne impiegato del cemento di Portland e calce di Arcisate. L'architettura era essenzialmente economica: i pavimenti delle stanze erano realizzati in semplice cemento, ancora in uso, ad eccezione dei sottotetti, rivestiti di legname rustico, così come i camini nelle stanze. Beole o serizzi vennero utilizzati per la costruzione di scale o per i contorni delle finestre, mentre per il tetto vennero utilizzate le tegole marsigliesi in sostituzione dei più classici coppi. Non venne realizzata una cantina, né un impianto fognario moderno, ma solo dei pozzi neri (dato il contesto rurale).

## Società

### Evoluzione demografica
La popolazione di Maddalena consta di 774 abitanti al 2011, dei quali 363 maschi e 411 femmine.
Abitanti censiti

### Lingue e dialetti
Nella frazione è relativamente diffuso il dialetto varesotto. Come tutti i dialetti lombardi occidentali, anche il varesotto è assimilabile ad una lingua romanza derivata dal latino.

### Etnie e minoranze straniere
Al 31 dicembre 2011 risiedevano alla Maddalena 63 cittadini stranieri.

### Religione
La maggioranza della popolazione residente alla Maddalena è cattolica. Nel quartiere è presente una chiesa parrocchiale dedicata ai Santi Maria Maddalena e Giovanni Battista ed appartenente all'Arcidiocesi di Milano, oltre all'ex chiesa parrocchiale di Santa Maria Maddalena, attualmente non utilizzata per le funzioni religiose.